# Robert Green Ingersoll
Robert Green Ingersoll, ameriški pisatelj, govornik, odvetnik, filozof, * 11. avgust 1833, Dresden, New York, ZDA, † 21. julij 1899, Dobbs Ferry, New York, ZDA. 
Robert G. Ingersoll je bil ameriški pisatelj, odvetnik in govornik, ki so ga zaradi njegovih prepričanj poimenovali tudi »Veliki agnostik« (The Great Agnostic). Po državljanski vojni je začel aktivno delovati v politiki in svoje ideje širšim množicam podal v svojih znamenitih govorih. Zagovarjal je agnosticizem, znanstveni racionalizem in humanistično filozofijo, pravice žensk in abolicionizem.  

## Življenje

### Zgodnje življenje
Njegov oče John Ingersoll je bil kongregacijski pridigar, ki je med drugim zagovarjal ideje o odpravi suženjstva. Zaradi radikalnih idej se je moral z družino pogosto seliti, zato se je Robert večinoma izobraževal doma. 
Leta 1853 je Ingersoll začel poučevati v Metropolisu, Illinois, leta 1854 pa je bil sprejet v odvetniško zbornico. Medtem ko je bival v Marionu, Illinois, se je od sodnika Willisa Allena naučil prava in bil zaposlen kot namestnik tajnika pri Johnu M. Cunninghamu. Leta 1855 se je preselil v Ohio, kjer je  sprejel položaj namestnega uradnika z Johnom E. Hallom, pisarjem okrožja Gallatin.
Ko se je preselil v Shawneetownu, je nadaljeval prakso s sodnikom Williamom G. Bowmanom. Poleg službene pisarne sta z bratom ustanovila lastno pravno pisarno z imenom "E.C. in R.G. Ingersoll" in se leta 1857 ustalila v Peoriji, Illinois.

### Državljanska vojna
V času državljanske vojne je bil Ingersoll poveljnik 11. illinoiske konjenice. Z enoto je bil udeležen v več bitkah v dolini Tennesseeja, med drugim v bitki pri Shilohu 6. in 7. aprila 1862. Decembra istega leta pa so konfederati premagali njegove enote in Ingersoll je bil prisiljen zapustiti vojsko. 

### Vstop v politiko
Po koncu državljanske vojne je Ingersoll od 1867 do 1869 služil kot generalni državni tožilec v Illinoisu. Aktivno je začel sodelovati v politiki kot pomemben član Republikanske stranke. 
Toda njegova radikalna mnenja o veri, suženjstvu, volilnih pravicah žensk in drugih takratnih vprašanjih so mu preprečila opravljanje kakršnihkoli političnih funkcij višjih od tistih, ki jih je imel državni tožilec. Republikanci v Illinoisu so ga skušali prepričati, naj se poteguje za položaj guvernerja, pri čemer pa bi moral Ingersoll med kampanjo prikriti svoj agnosticizem. Ingersoll je stal za svojimi prepričanji in predlog zavrnil. 
Kot odvetnik je sodeloval pri številnih velikih sojenjih, med drugim pri Star Route Trials, velikem političnem škandalu, v katerem so bile njegove stranke oproščene. Prav tako je branil obtoženca iz New Jerseyja, ki so mu očitali bogoklestvo. Čeprav ni dobil oprostilne sodbe, se za njegovo odločno obrambo šteje, da je diskreditiral zakone o bogokletju.

### Družina
Ingersoll se je poročil 13. februarja 1862 z Evo Amelio Parker (1841-1923), s katero je imel dve hčerki. Starejša hči Eva Ingersoll-Brown je bila priznana feministka, ki se je zavzemala za širjenje volilne pravice za ženske.

## Zadnja leta življenja in smrt
V zadnjih petnajstih letih se je Ingersoll z ženo preselil na Manhattan in nato v Dobbs Ferry. Med sodelovanjem na volitvah leta 1896, je njegovo zdravje začelo pešati. Umrl je zaradi nenadnega srčnega infarkta leta 1899 v Dobbs Ferryju v New Yorku. 
Kmalu po Ingersollovi smrti je njegov zet Clinton P. Farrell zbral kopije njegovih govorov za objavo. Dresdenske izdaje z 12 zvezki so povečale zanimanje za Ingersollove ideje in ohranile njegove govore za prihodnje generacije. 
Mark Twain, s katerim je prijateljeval, je ob njegovi smrti v pismu Ingersollovi nečakinji zapisal, da razen za svojo hčerko ni za nikomer tako žaloval. 

## Delo

### Govorništvo in svoboda mišljenja
Prvo javno predavanje na temo svobode mišljenja in govora je Ingersoll predstavil leta 1868. Zagovarjal je znanstveni pogled na svet, vključno z idejami Charlesa Darwina. Ta nenaklonjenost veri je pomenila, da ni mogel nikoli uspešno kandidirati za pomembne politične funkcije. Zato pa je s svojo odlično retoriko dvigal podporo drugim političnim kandidatom, ki jih je podpiral. Leta 1876 so ga kot podpornika kandidata Jamesa G. Blaina pozvali, naj na republikanski nacionalni konvenciji poda govor, v katerem je nominiral Blaina. Ta je nato je podprl Rutherforda B. Hayesa, ki je Ingersollu skušal  ponuditi diplomatsko službo, vendar so verske skupine protestirale in Hayes je odstopil.
Po tej konvenciji se je Ingersoll preselil v Washington D.C., in svoj čas posvečal pravu ter novi karieri na govorniškem področju. Večji del naslednjega četrt stoletja je bil priljubljen predavatelj. S svojimi argumenti postal vodilni predstavnik ameriškega sekularističnega svobodomiselnega gibanja. 
V svojih govorih se je Ingersoll pogosto norčeval iz religioznih prepričanj. Zaradi tega ga je tisk pogosto napadal, a to ni moglo zaustaviti njegove vse večje priljubljenosti. Da je bil sin razmeroma revnega pridigarja in se je podal na pot slave in bogastva, je bilo del njegove javne osebnosti, priljubljene podobe samozvanega, samoizobraženega Američana.
V predavanju z naslovom "Veliki neverniki" je napadel nauk o peklu: "Vsa zlobnost, vsa maščevalnost, vsa sebičnost, vsa krutost, vse sovraštvo, vsa osramočenost, za katero je sposobno človekovo srce, se je razcvetelo in obrodilo sadove v tej eni besedi - peklu. "  Ingersoll je veljal za agnostika. Medtem ko je verjel, da Bog, ki odgovarja na molitve, ne obstaja, je podvomil tudi, ali je sploh mogoče biti prepričan o obstoju druge vrste božanstva in o obstoju posmrtnega življenja. 
Mnoga Ingersollova predavanja so bila tudi zapisana. Eno njegovih najslavnejših je imelo naslov Zakaj sem agnostik. Drugo, ki je podrobno opredelilo kritiko dobesednega branja krščanskih spisov, se je imenovalo Nekatere Mojzesove napake. Drugi znani naslovi so bili Bogovi, Jeretike in junaki, Mit in čudež, O sveti Bibliji in Kaj moramo storiti, da se rešimo?. Zelo dobro sprejet je bil tudi njegov govor z naslovom Individualnost. 
Kot zagovornik darvinizma in evolucije je nasprotoval socialnemu darvinizmu, teoriji, da so nekateri "naravno" manjvredni in posledično revni. Cenil je razum in znanost, pa tudi demokracijo, vrednote posameznika in enakost.
Med množicami je bil zelo priljubljen. Prejel je honorarje v vrednosti do kar 7000 USD. Na enem izmed njegovih  predavanj v Chicagu si ga je ogledalo 50.000 ljudi. Ingersoll je govoril v vseh zveznih državah, razen v Severni Karolini, Misisipiju in Oklahomi.

## Dela
- The gods and other lectures (1876)
- Some mistakes of Moses (1879)
- Walt Whitman (1890)
- Col. Ingersoll's reply to his critics in the N. Y. »Evening Telegram« (1892)
- Shakespeare, a lecture (1895)
- Abraham Lincoln, a lecture (1895)
- Voltaire, a lecture (1895)
- Great speeches of Col. R. G. Ingersoll, complete (1895)
- » Why I am an agnostic « (1896)
- The works of Robert G. Ingersoll (1902)